# Zeuxine leytensis
Zeuxine leytensis är en orkidéart som först beskrevs av Oakes Ames, och fick sitt nu gällande namn av Oakes Ames. Zeuxine leytensis ingår i släktet Zeuxine och familjen orkidéer. Inga underarter finns listade i Catalogue of Life.